# Gouvernement Geingob II
Geingob I Mbumba
Le gouvernement Geingob II est le gouvernement de la Namibie du 21 mars 2020 au 4 février 2024, dont le président est Hage Geingob.
Le gouvernement est également composé du vice-président Nangolo Mbumba et de la Première ministre Saara Kuugongelwa-Amadhila.

## Historique

### Contexte et formation
Le second gouvernement du président Hage Geingob entre en fonction le 21 mars 2020, à la suite de sa réélection lors de l'élection présidentielle de novembre 2019, avec 56,25% des voix.
En janvier 2020, Hage Geingob, annonce un gouvernement réduit dans son nombre de portefeuilles, passant le nombre de ministres de 26 à 19 lors de l'annonce de la composition en mars 2020.
Les noms des ministres et vice-ministres ont été publiés les 18 et 22 mars 2020.
Esther Muinjangue a été la première personnalité politique de l'opposition à être nommé dans un gouvernement du parti au pouvoir SWAPO. La présidente du parti NUDO occupe la fonction de Vice-ministre de la Santé et des Services sociaux.

### Remaniement de 2021
Le premier remaniement ministériel a eu lieu le 21 avril 2021, au milieu de plusieurs affaires impliquants certains ministres, comme celui de la Défense ou de la Pêche par exemple.
Le remaniement a essentiellement consisté en un jeu de chaises musicales entre les différents ministres en fonction ou la nomination de nouveaux vice-ministres.

## Composition

### Composition initiale (11 mars 2022)

#### Président et ministres
| Image | Fonction                                                                                     | Nom | Nom                        | Parti |
| ----- | -------------------------------------------------------------------------------------------- | --- | -------------------------- | ----- |
|       | Président de la République                                                                   |     | Hage Geingob               | SWAPO |
|       | Vice-président de la République                                                              |     | Nangolo Mbumba             | SWAPO |
|       | Première ministre                                                                            |     | Saara Kuugongelwa-Amadhila | SWAPO |
|       | Vice-Première ministre Ministre des Relations Internationales et de la Coopération           |     | Netumbo Nandi-Ndaitwah     | SWAPO |
|       | Ministre des Affaires présidentielles                                                        |     | Christine ǁHoebes          | SWAPO |
|       | Ministre de l'Égalité des sexes, de l'Éradication de la pauvreté et de la Protection sociale |     | Doreen Sioka (en)          | SWAPO |
|       | Ministre de l'Intérieur                                                                      |     | Frans Kapofi               | SWAPO |
|       | Ministre de la Défense et des Anciens combattants                                            |     | Peter Vilho (en)           | SWAPO |
|       | Ministre des Finances                                                                        |     | Iipumbu Shiimi (en)        | SWAPO |
|       | Ministre de l'Industrialisation et du Commerce                                               |     | Lucia Iipumbu (en)         | SWAPO |
|       | Ministre de l'Agriculture, de l'Eau et de la Réforme agraire                                 |     | Calle Schlettwein          | SWAPO |
|       | Ministre du Développement urbain et Rural                                                    |     | Erastus Uutoni (en)        | SWAPO |
|       | Ministre de la Santé et services sociaux                                                     |     | Kalumbi Shangula (en)      | SWAPO |
|       | Ministre de l'Éducation, des Arts et de la Culture                                           |     | Anna Nghipondoka (en)      | SWAPO |
|       | Ministre de l'Enseignement supérieur, de la Formation et de l'Innovation                     |     | Itah Kandji-Murangi (en)   | SWAPO |
|       | Ministre des Travaux publics et des Transports                                               |     | John Mutorwa (en)          | SWAPO |
|       | Ministre de l'Environnement, du tourisme et de la foresterie                                 |     | Pohamba Chifeta            | SWAPO |
|       | Ministre des Mines et de l'Énergie                                                           |     | Tom Alweendo (en)          | SWAPO |
|       | Ministre des Pêches et des Ressources marines                                                |     | Albert Kawana (en)         | SWAPO |
|       | Ministre de la Justice                                                                       |     | Yvonne Dausab (en)         | SWAPO |
|       | Ministre du Travail, des relations syndicales et de la création d’emplois                    |     | Utoni Nujoma (en)          | SWAPO |
|       | Ministre des Entreprises d'État                                                              |     | Leon Jooste (en)           | SWAPO |
|       | Ministre de la Jeunesse, du Service national et du Sport                                     |     | Agnes Tjongarero (en)      | SWAPO |
|       | Ministre des Technologies de l'information et de la Communication                            |     | Peya Mushelenga (en)       | SWAPO |

#### Vice-ministres
| Image | Fonction                                                                                                  | Nom | Nom                        | Parti |
| ----- | --- | --- | -------------------------- | ----- |
|       | Vice-ministre chargée des Relations internationales et de la Coopération                                  |     | Jennely Matundu            | SWAPO |
|       | Vice-ministre chargée de l'Égalité des sexes, de l'Éradication de la pauvreté et de la Protection sociale |     | Lucia Witbooi              | SWAPO |
|       | Vice-ministre de l'Intérieur, de l'Immigration, de la Sûreté et de la Sécurité                            |     | Daniel Kashikola (en)      | SWAPO |
|       | Vice-ministre chargée des Personnes handicapées                                                           |     | Alexia Manombe-Ncube (en)  | SWAPO |
|       | Vice-ministre chargée des Personnes marginalisées                                                         |     | Royal ǀUiǀoǀoo (en)        | SWAPO |
|       | Vice-ministre chargée de l'Agriculture, de l'Eau et de la Réforme agraire                                 |     | Anna Shiweda (en)          | SWAPO |
|       | Vice-ministre chargée des Anciens combattants                                                             |     | Hilma Nicanor              | SWAPO |
|       | Vice-ministre chargée des Finances et des Entreprises d'Etat                                              |     | Maureen Hinda-Mbuende (en) | SWAPO |
|       | Vice-ministre chargée de l'Industrialisation et du Commerce                                               |     | Verna Sinimbo              | SWAPO |
|       | Vice-ministre de l'Agriculture, de l'Eau et de la Réforme agraire                                         |     | Anna Shiweda (en)          | SWAPO |
|       | Vice-ministre chargée du Développement urbain et rural                                                    |     | Derek Klazen (en)          | SWAPO |
|       | Vice-ministre chargée de la Santé et des Services sociaux                                                 |     | Esther Muinjangue (en)     | NUDO  |
|       | Vice-ministre de l'Éducation, des Arts et de la Culture                                                   |     | Faustina Caley (en)        | SWAPO |
|       | Vice-ministre des Travaux publics et des Transports                                                       |     | Veikko Nekundi             | SWAPO |
|       | Vice-ministre de l'Environnement et du Tourisme                                                           |     | Bernadette Jagger (en)     | SWAPO |
|       | Vice-ministre des Mines et de l'Énergie                                                                   |     | Kornelia Shilunga (en)     | SWAPO |
|       | Vice-ministre chargée de la Pêches et des ressources marines                                              |     | Derek Klazen (en)          | SWAPO |
|       | Vice-ministre du Travail, des relations syndicales et de la création d’emplois                            |     | Hafeni Ndemula             | SWAPO |
|       | Vice-ministre de la Jeunesse, du Service national et des Sport                                            |     | Emma Kantema-Gaomas        | SWAPO |
|       | Vice-ministre de l'Information, de la Communication et de la Technologie                                  |     | Emma Theofelus             | SWAPO |

### Remaniement (21 avril 2021)

#### Président et ministres
- Par rapport à la composition précédente, les nouveaux membres sont indiqués en gras, ceux ayant changé d'attributions le sont en italique.

| Image | Fonction                                                                                             | Nom | Nom                                      | Parti |
| ----- | --- | --- | ---------------------------------------- | ----- |
|       | Président de la République                                                                           |     | Hage Geingob                             | SWAPO |
|       | Vice-président de la République                                                                      |     | Nangolo Mbumba                           | SWAPO |
|       | Première ministre                                                                                    |     | Saara Kuugongelwa-Amadhila               | SWAPO |
|       | Vice-Première ministre Ministre des Relations Internationales et de la Coopération                   |     | Netumbo Nandi-Ndaitwah                   | SWAPO |
|       | Ministre des Affaires présidentielles                                                                |     | Christine ǁHoebes                        | SWAPO |
|       | Ministre de l'Égalité des sexes, de l'Éradication de la pauvreté et de la Protection sociale         |     | Doreen Sioka (en)                        | SWAPO |
|       | Ministre de l'Intérieur                                                                              |     | Albert Kawana (en)                       | SWAPO |
|       | Ministre de la Défense et des Anciens combattants                                                    |     | Frans Kapofi                             | SWAPO |
|       | Ministre des Finances et des Entreprises d'État (Portefeuille des Entreprises à partir de mars 2022) |     | Iipumbu Shiimi (en)                      | SWAPO |
|       | Ministre de l'Industrialisation et du Commerce                                                       |     | Lucia Iipumbu (en)                       | SWAPO |
|       | Ministre de l'Agriculture, de l'Eau et de la Réforme agraire                                         |     | Calle Schlettwein                        | SWAPO |
|       | Ministre du Développement urbain et Rural                                                            |     | Erastus Uutoni (en)                      | SWAPO |
|       | Ministre de la Santé et services sociaux                                                             |     | Kalumbi Shangula (en)                    | SWAPO |
|       | Ministre de l'Éducation, des Arts et de la Culture                                                   |     | Anna Nghipondoka (en)                    | SWAPO |
|       | Ministre de l'Enseignement supérieur, de la Formation et de l'Innovation                             |     | Itah Kandji-Murangi (en)                 | SWAPO |
|       | Ministre des Travaux publics et des Transports                                                       |     | John Mutorwa (en)                        | SWAPO |
|       | Ministre de l'Environnement, du tourisme et de la foresterie                                         |     | Pohamba Chifeta                          | SWAPO |
|       | Ministre des Mines et de l'Énergie                                                                   |     | Tom Alweendo (en)                        | SWAPO |
|       | Ministre des Pêches et des Ressources marines                                                        |     | Derek Klazen (en)                        | SWAPO |
|       | Ministre de la Justice                                                                               |     | Yvonne Dausab (en)                       | SWAPO |
|       | Ministre du Travail, des relations syndicales et de la création d’emplois                            |     | Utoni Nujoma (en)                        | SWAPO |
|       | Ministre des Entreprises d'État                                                                      |     | Leon Jooste (en) (jusqu'au 31 mars 2022) | SWAPO |
|       | Ministre de la Jeunesse, du Service national et du Sport                                             |     | Agnes Tjongarero (en)                    | SWAPO |
|       | Ministre des Technologies de l'information et de la Communication                                    |     | Peya Mushelenga (en)                     | SWAPO |

#### Vice-ministres
| Image | Fonction                                                                                                  | Nom | Nom                                                  | Parti |
| ----- | --- | --- | ---------------------------------------------------- | ----- |
|       | Vice-ministre chargée des Relations internationales et de la Coopération                                  |     | Jennely Matundu                                      | SWAPO |
|       | Vice-ministre chargée de l'Égalité des sexes, de l'Éradication de la pauvreté et de la Protection sociale |     | Lucia Witbooi (jusqu'en septembre 2023)              | SWAPO |
|       | Vice-ministre de l'Intérieur, de l'Immigration, de la Sûreté et de la Sécurité                            |     | Daniel Kashikola (en)                                | SWAPO |
|       | Vice-ministre de l'Intérieur, de l'Immigration, de la Sûreté et de la Sécurité                            |     | Lucia Witbooi (à partir de septembre 2023)           | SWAPO |
|       | Vice-ministre chargée des Personnes handicapées                                                           |     | Alexia Manombe-Ncube (en)                            | SWAPO |
|       | Vice-ministre chargée des Personnes marginalisées                                                         |     | Royal ǀUiǀoǀoo (en)                                  | SWAPO |
|       | Vice-ministre chargée de l'Agriculture, de l'Eau et de la Réforme agraire                                 |     | Anna Shiweda (en)                                    | SWAPO |
|       | Vice-ministre chargée des Anciens combattants                                                             |     | Hilma Nicanor                                        | SWAPO |
|       | Vice-ministre chargée de l'Industrialisation et du Commerce                                               |     | Verna Sinimbo                                        | SWAPO |
|       | Vice-ministre de l'Agriculture, de l'Eau et de la Réforme agraire                                         |     | Anna Shiweda (en)                                    | SWAPO |
|       | Vice-ministre chargée du Développement urbain et rural                                                    |     | Natalia ǀGoagoses (de) (avril 2021 - septembre 2023) | SWAPO |
|       | Vice-ministre chargée du Développement urbain et rural                                                    |     | Eveline Nawases-Tayel (depuis le 12 septembre 2023)  | SWAPO |
|       | Vice-ministre chargée de la Santé et des Services sociaux                                                 |     | Esther Muinjangue (en)                               | NUDO  |
|       | Vice-ministre de l'Éducation, des Arts et de la Culture                                                   |     | Faustina Caley (en)                                  | SWAPO |
|       | Vice-ministre de l'Enseignement supérieur                                                                 |     | Veno Kauaria (en) (avril - juillet 2021)             | SWAPO |
|       | Vice-ministre de l'Enseignement supérieur                                                                 |     | Natalia ǀGoagoses (de) (à partir de septembre 2023)  | SWAPO |
|       | Vice-ministre des Travaux publics et des Transports                                                       |     | Veikko Nekundi                                       | SWAPO |
|       | Vice-ministre de l'Environnement et du Tourisme                                                           |     | Heather Sibungo                                      | SWAPO |
|       | Vice-ministre des Mines et de l'Énergie                                                                   |     | Kornelia Shilunga (en)                               | SWAPO |
|       | Vice-ministre chargée de la Pêches et des ressources marines                                              |     | Derek Klazen (en)                                    | SWAPO |
|       | Vice-ministre du Travail, des relations syndicales et de la création d’emplois                            |     | Hafeni Ndemula                                       | SWAPO |
|       | Vice-ministre de la Jeunesse, du Service national et des Sport                                            |     | Emma Kantema-Gaomas                                  | SWAPO |
|       | Vice-ministre de l'Information, de la Communication et de la Technologie                                  |     | Emma Theofelus                                       | SWAPO |